# مؤید الدولة البويهي
مؤيد الدولة أبو منصور بويه (توفي 983) كان الأمير البويهي لهمدان (976–983)، وولاية الجبال (977–983)، وطبرستان (980–983)، وجرجان (981–983). وهو الابن الثالث لركن الدولة.

## السيرة
أبو منصور هو ابن ركن الدولة وأمه هي من العائلة النبيلة الديلمية الفيروزاني المُنتسبة إلى الحسن بن الفيروزان، وهو ابن عم القائد العسكري الشهير مكان بن كاكي. كان أبو منصور بويه يعيش في أصفهان في شبابه. عام 955، هاجم ضابط عسكري ديلميّ يدعى محمد بن مكان مدينة أصفهان. وأُجبر أبو منصور بويا، مع عائلته وأتباعه، على مغادرة المدينة.
الابن الأكبر لركن الدولة، عضد الدولة، مع الوزير ركن الدولة أبو الفضل بن العميد، ساروا نحو أصفهان وهزموا محمد بن مكان. وبعد أن أصبحت أصفهان في أيدي البويهيين مرة أخرى آمنة، عاد أبو منصور بويه مع عائلته وأتباعه إلى المدينة. في حوالي عام 1850 958، ذهب أبو منصور بويه إلى بغداد، وتزوج زبيدة ابنة معز الدولة. وبعد الزواج عاد معها إلى أصفهان. وفي وقت لاحق من عام 966، مُنح أبو منصور بويه اللقب الفخري "مؤيد الدولة".
كجزء من التسوية بين ركن الدولة وابنه الأكبر عضد الدولة في أوائل عام 976، كان من المقرر أن يستلم مؤيد الدولة همدان بعد وفاة والده، مقابل الاعتراف بعضد الدولة أميرًا كبيرًا. بعد عام واحد فقط، ثار ابن ركن الدولة الثاني، فخر الدولة، الذي كان يحكم الري، على سلطة عضد الدولة. حشد مؤيد الدولة قواته لدعم عضد الدولة، مما أجبر فخر الدولة على الفرار إلى الزياريين في جرجان وطبرستان. لكن هذا لم يُثنِ البويهيين؛ إذ استولى عضد الدولة على جرجان عام 980، بينما سيطر مؤيد الدولة على طبرستان عام 981. وقد عُهد إلى مؤيد الدولة بالمحافظات التي تم الاستيلاء عليها حديثًا باعتباره تابعًا لعضد الدولة.
تُوفي عضد الدولة في مارس 983، وخلفه مؤيد الدولة بعده بفترة قصيرة. واستدعى وزيره الصاحب بن عباد جيشه وأقنع قادته بإعلان فخر الدولة خليفة له.